# Limpurgboskap

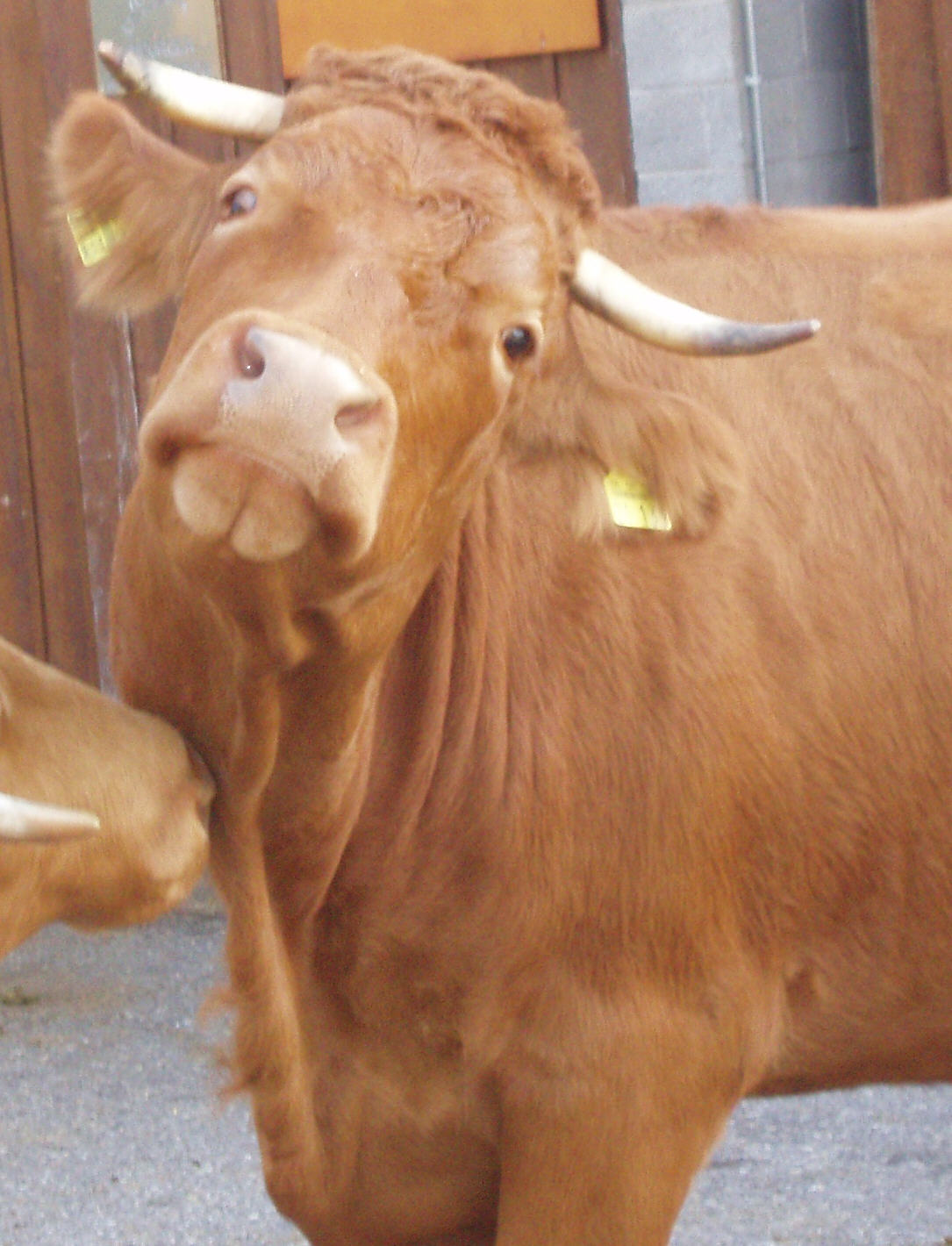
Limpurgerko.

Limpurgboskap är en förädlad lantras av nötboskap från Württemberg, där den dock i början av 1900-talet kom att alltmer undanträngas av Simmentalrasen. Limpurgboskap är enfärgat svart eller rödgul och av arbetstyp. Fullvuxna kor väger omkring 450 kilo.